# Heinemannia
Heinemannia ist eine Gattung der Schmetterlinge aus der Familie der Grasminiermotten (Elchistidae).

## Merkmale
Die Fühler sind nur geringfügig kürzer als die Vorderflügel. Die Labialpalpen sind lang, zylindrisch und stark nach oben gebogen. Das zweite Segment ist durch eine grobe Beschuppung ventral verdickt. Die Vorderflügel sind breit lanzettlich und haben zwei große Büschel abstehender Schuppen. Die Hinterflügel sind lanzettlich, aber um ein Viertel schmaler als die Vorderflügel.
Bei den Männchen fehlt der Uncus, die Gnathos-Arme sind sehr kurz und enden in großen Blasen, die mit Stachelreihen bedeckt sind. Das Tegumen ist lang und distal verengt. Die Valven sind lang, an der Basis breit und in der Mitte schmal. Die Spitze ist abgerundet. Die Anellus-Lappen sind groß und ungefähr halb so lang wie die Valven. Sie verjüngen sich distal und haben an der Spitze einige stumpfe Stachel. Der Aedeagus ist lang, schmal und röhrenförmig. Er ist leicht gekrümmt. Cornuti sind entweder vorhanden oder fehlen.
Bei den Weibchen sind die Papillae anales lang und schmal. Die hinteren Apophysen (Apophyses posteriores) sind etwa ein Viertel länger als die Apophyses anteriores. Das Ostium ist breit und becher- oder trichterförmig. Das Antrum ist mit einem Paar kurzer sklerotisierter Stege versehen. Der Ductus bursae ist lang und schmal und zum Corpus bursae leicht geweitet. Der breiteste Teil ist mehr oder weniger granuliert. Das Corpus bursae ist oval oder eiförmig und besitzt kein Signum.
Die Genitalien der Männchen und Weibchen zeigen nur sehr geringe interspezifische Unterschiede. Die Falter können morphologisch einfacher unterschieden werden.

## Verbreitung
Die Gattung ist in der Paläarktis beheimatet. Im Osten reicht das Verbreitungsgebiet bis in den Südwesten Sibiriens.

## Biologie
Die Biologie ist nur von Heinemannia laspeyrella bekannt, die Raupen der Art fressen in den Samenhülsen von Hülsenfrüchtlern.

## Systematik
Die Typusart ist Tinea laspeyrella Hübner, 1796. Die Gattung ist in Europa mit drei Arten vertreten:
- Heinemannia albidorsella (Staudinger, 1877)
- Heinemannia festivella (Denis & Schiffermüller, 1775)
- Heinemannia laspeyrella (Hübner, 1796)

Aus der Literatur ist das folgende Synonym bekannt:
- Tebenna  Hübner, [1825]